# Masi (gruppo musicale)
I Masi furono un gruppo heavy metal statunitense fondato nel 1987 a Los Angeles, dal virtuoso chitarrista italiano Alex Masi.

## Storia
I Masi vennero fondati dal virtuoso chitarrista veneziano Alex Masi. Prima di questo progetto, Masi era impegnato nei Dark Lord, band italiana che aveva già ottenuto diversi consensi in Europa. Nel 1986 venne invitato dalla Metal Blade Records a spostarsi a Los Angeles e raggiungere la band Sound Barrier. I Soundbarrier erano una heavy metal band fondata nel 1980 a L.A. da componenti di colore, ed avevano alle spalle due album, di cui il primo edita per la major MCA, e l'ultimo con la Metal Blade. Nel 1986 il gruppo, dopo la pubblicazione del secondo album in studio, si ritrovò abbandonato dal chitarrista, che verrà così sostituito da Masi. Questo progetto però finì presto per sciogliersi, e dalle sue ceneri nacquero i Masi nel 1987. La formazione era composta da Masi, il cantante Bernie K., proveniente dai Soundbarrier, il bassista Chris Marxx, ed il batterista dei Soundbarrier Dave Brown. Il disco di debutto, edito per la Metal Blade nel 1987, venne intitolato Fire In The Rain, e venne distribuito in Europa per la Roadrunner. Il secondo album dei Masi Downtown Dreamers vedrà la luce l'anno successivo. In occasione di questo disco la formazione venne rivoluzionata con il cantante David Fefolt (ex Valhalla, Hawk), il bassista Claus Wildt ed il batterista Jonathon McKeighan. In seguito, Alex decise di accantonare il titolo "Masi" per proseguire con la vera e propria carriera solista, pubblicando nel 1989 il disco Attack of the Neon Shark. Questo disco venne registrato con la partecipazione di diversi volti noti del panorama heavy metal statunitense, e vedeva Jeff Scott Soto (ex Yngwie Malmsteen) alla voce, David Michael Philips (ex Keel, King Kobra) alla chitarra ritmica, Allan Holdsworth e Frankie Banali (Quiet Riot, W.A.S.P.) alla batteria, con la partecipazione del guitar hero giapponese Kuni. Questo disco venne inoltre nominato per un Grammy Award quello stesso anno. Nel 1997, dopo aver dato alle stampe un altro paio di dischi solisti, il musicista riprese il vecchio nome dei Masi per pubblicare The Watcher, al quale parteciparono Kyle Michaels (voce) e Tim McCardell (basso), musicisti che già avevano registrato del materiale con Alex in precedenza. Questo disco includeva le reinterpretazioni degli Uriah Heep Easy Livin e Living For The City di Stevie Wonder. Dopo altro materiale solista, Alex pubblicò un ultimo disco sotto il nome di Masi, Eternal Struggle nel 2001. Anche in occasione di queste sessioni figuravano Kyle Michaels e Tim McCardell, con l'aggiunta del batterista Paul Marangoni. Il disco presenta anche la reinterpretazione dei Foreigner Blue Morning Blue Day.

## Formazione

### Ultima
- Kyle Michaels - voce
- Alex Masi - chitarra
- Tim McCardell - basso
- Paul Marangoni - batteria

### Ex componenti
- Bernie K. - voce
- Chris Marxx - basso
- Dave Brown - batteria
- David Fefolt - voce
- Johnathan McKeighan - batteria
- Claus Wildt - basso

## Discografia
- 1987 - Fire in the Rain
- 1988 - Downtown Dreamers
- 1997 - The Watcher
- 2001 - Eternal Struggle